# Ариеж (департамент)
 Тази статия е за департамента във Франция.  За реката вижте Ариеж.  
Ариеж (на френски: Ariège) е департамент в регион Окситания, югозападна Франция. Образуван е през 1790 година от старите графства Фоа и Кузеран, като получава името на река Ариеж. Площта му е 4890 км², а населението - 152 667 души (2016). Административен център е град Фоа.